# Église Sainte-Geneviève de Berthier
Pour les articles homonymes, voir Sainte-Geneviève.
L'Église de Sainte-Geneviève est construite de 1782 à 1787 et subit des modifications importantes dans la première moitié du XIXe siècle. Elle est la plus ancienne église du diocèse de Joliette. L'église, le presbytère et le site entourant les bâtiments sont classés par le Gouvernement du Québec en 2001.

## Historique
L'église de Sainte-Geneviève est construite de 1782 à 1787 par le maçon François-Xavier Daveluy dit Larose (1752-1814) et le charpentier-menuisier Joseph Dufour dit Latour. Sa construction vise à remplacer l'ancienne église devenue trop petite.
Au début du XIXe siècle, l'église de Sainte-Geneviève est modifiée de façon importante la rapprochant de son aspect actuel. En 1812 et 1813, le clocher central est remplacé par deux tours-clochers latérales. Les travaux sont exécutés par le charpentier Pierre Dufour dit Latour et un maçon nommé Pelletier. En 1819, le pignon est rehaussé à la hauteur des tours par Pierre Champagne et une niche est aménagée pour accueillir une statue de sainte Geneviève.
Le Gouvernement du Québec procède au classement de l'église et du site qui l'entoure en 2001.

## Intérieur
Le décor intérieur est réalisé de 1821 à 1830 par Amble Gauthier et Alexis Milette.

## Personnalités
Le père de Louis Riel, Louis Riel senior (1817-1864), a été baptisé dans l'église.
Joseph-Alfred Mousseau (1836-1886) y a célébré son baptême et son mariage.
James Cuthbert (fils) (1769 - 1849) y est inhumé.